# Henry Wharton (boxeador)
Henry Wharton (23 de noviembre de 1963) es un exboxeador británico de peso medio. Fue campeón de los Juegos de la Mancomunidad del Imperio británico y Europeo (EBU). Se retiró en 1999 manteniendo su título vigente. 

## Enlaces
- Boxing: Wharton ill-equipped to get Duff off the hook: Nigel Benn ready to go the distance and retain his WBC super-middleweight title at Earls Court tonight. Ken Jones reports (en inglés)

- Datos: Q5894602